# Philosciidae
Philosciidae là một họ động vật giáp xác isopoda. Chúng phân bố khắp nơi trên thế giới, phần lớn loài được tìm thấy ở nhiệt đới và cận nhiệt đới châu Mỹ, châu Phi và châu Đại Dương và chỉ một số ở miền Toàn bắc.

## Các chi
Danh sách các chi thời điểm cuối năm 2001 .
- Abebaioscia Vandel, 1974 — Panniki Cave, Nullarbor Plain, Nam Ú (1 loài)
- Adeloscia Vandel, 1977 — New Zealand (1 loài)
- Alboscia Schultz, 1995 — Paraguay, nam Brasil (3 loài)
- Anaphiloscia Racovitza, 1907 — Tây bắc Địa Trung Hải (2 loài)
- Anchiphiloscia Stebbing, 1908 — Đông Châu Phi, Madagascar, quần đảo quần đảo Andaman, quần đảo Chagos (18 loài)
- Andenoniscus Verhoeff, 1941 — Peru, Panama (2 loài)
- Andricophiloscia Vandel, 1973 — Đông New Guinea (1 loài)
- Androdeloscia Leistikow, 1999 — châu Mỹ phần nhiệt đới (17 loài)
- Aphiloscia Budde-Lund, 1908 — Đông, nam châu Phi, Madagascar, các đảo tây Ấn Độ Dương (19 loài)
- Araucoscia Verhoeff, 1939 — Chile: đảo Calbuco (1 loài)
- Arcangeloscia Taiti & Ferrara, 1980 — Cameroon, Congo, Malawi (7 loài)
- Archaeoscia Vandel, 1973 — Cuba (1 loài)
- Ashtonia Vandel, 1974 — Australia (1 loài)
- Atlantoscia Ferrara & Taiti, 1981 — Đảo Ascension, Florida, Brazil, Argentina, St. Helena (2 loài)
- Australophiloscia Green, 1990 — Australia, Hawai'i, Tonga, các đảo Nomuka Iki (3 loài)
- Baconaoscia Vandel, 1981 — Cuba (1 loài)
- Barnardoscia Taiti & Ferrara, 1982 — Nam Phi (2 loài)
- Benthana Budde-Lund — Brazil, Paraguay (15 loài)
- Benthanoides Lemos de Castro, 1958 — Peru, Chile (3 loài)
- Benthanops Barnard, 1932 — Nam Phi (1 loài)
- Benthanoscia Lemos de Castro, 1958 — Brazil (1 loài)
- Burmoniscus Collinge, 1914 — Sri Lanka, Nepal, Myanmar, Trung Hoa, bán đảo Triều Tiên, Đài Loan, Indonesia, Cameroon, Sao Tomé, Mozambique, Somalia, các đảo Thái Bình Dương (65 loài)
- Caraiboscia Vandel, 1968 — Galapagos, Venezuela (2 loài)
- Chaetophiloscia Verhoeff, 1908 — Địa Trung Hải (9 to 20 loài)
- Colombophiloscia Vandel, 1981 — Cuba (3 loài)
- Congophiloscia Arcangeli, 1950 — Guinea Bissau, Cameroon, Angola, đảo Annobon (4 loài)
- Ctenoscia Verhoeff, 1928 —Tây Địa Trung Hải (2 loài)
- Cubanophiloscia Vandel, 1973 — Cuba (1 loài)
- Dekanoscia Verhoeff, 1936 — Ấn Độ, động (1 loài)
- Didima Budde-Lund — Madagascar (1 loài)
- Ecuadoroniscus Vandel, 1968 — Ecuador (1 loài)
- Erophiloscia Vandel, 1972 — Colombia, Ecuador (4 loài)
- Eurygastor Green, 1990 — Australia (2 loài)
- Floridoscia Schultz & Johnson, 1984 — Nam Florida (1 loài)
- Gabunoscia Schmalfuss & Ferrara, 1978 — Gabun (1 loài)
- Halophiloscia Verhoff, 1908 — Địa Trung Hải, Crimea, Bermuda, quần đảo Canaria, Hoa Kỳ, Argentina (6 hoặc 7 loài)
- Hawaiioscia Schultz, 1973 — Hawai'i (1 loài)
- Heroldia Verhoeff, 1926 — Nouvelle-Calédonie (6 loài)
- Hoctunus Mulaik, 1960 — México (1 loài)
- Huntonia Vandel, 1973 — Australia (1 loài)
- Isabelloscia Vandel, 1973 — quần đảo Salomon (1 loài)
- Ischioscia Verhoeff, 1928 — Nam Mỹ (12 loài)
- Javanoscia Schultz, 1985 — Java (1 loài)
- Jimenezia Vandel, 1973 — Cuba (1 loài)
- Laevophiloscia Wahrberg, 1922 — Tây Úc (9 loài)
- Leonoscia Ferrara & Schmalfuss, 1985 — Sierra Leone (1 loài)
- Lepidoniscus Verhoeff, 1908 — Đức, Thụy Sĩ, Áo, bắc Ý, Cộng hòa Séc, Slovakia, Yugoslavia (4 loài)
- Leucophiloscia Vandel, 1973 — New Guinea (1 loài)
- Loboscia Schmidt, 1998 — Malaysia (1 loài)
- Metaprosekia Leistikow, 2000 — Venezuela (1 loài)
- Metriogaster Vandel, 1974 — Australia (1 loài)
- Microphiloscia Vandel, 1973 — Cuba (1 loài)
- Mirtana Leistikow, 1997 — Costa Rica (1 loài)
- Nahia Budde-Lund — Nam Phi (1 loài)
- Nataloniscus Ferrara & Taiti, 1985 — Nam Phi (1 loài)
- Nesoniscus Verhoeff, 1926 — New Caledonia (2 loài)
- Nesophiloscia Vandel, 1968 — Galapagos (1 loài)
- Okeaninoscia Vandel, 1977 — quần đảo Kermadec (1 loài)
- Oniscomorphus Jackson, 1938 — Rapa Nui (1 loài)
- Oniscophiloscia Wahrberg, 1922 — quần đảo Juan Fernández và bờ biển phụ cận của Chile (4 loài)
- Oreades Vandel, 1968 — Ecuador (1 loài)
- Oroscia Verhoeff, 1926 — New Caledonia (2 loài)
- Palaioscia Vandel, 1973 — New Guinea (1 loài)
- Papuaphiloscia Vandel, 1970 — quần đảo Bismarck, Trung Quốc, Guadalcanal, Hawai'i, New Guinea, Nhật Bản, New Zealand (11 loài)
- Parachaetophiloscia Cruz & Dalens, 1990 — Tây Ban Nha (1 loài)
- Paraguascia Schultz, 1995 — Paraguay (1 loài)
- Parapacroscia Vandel, 1981 — Cuba (1 loài)
- Paraphiloscia Stebbing, 1900 — quần đảo Solomon, Samoa, New Guinea (9 loài)
- Parischioscia Lemos de Castro, 1967 — Guiana (1 loài)
- Pentoniscus Richardson, 1913 — Costa Rica (4 loài)
- Perinetia Barnard, 1958 — Madagascar (1 loài)
- Philoscia Latreille, 1804 — Châu Âu, Địa Trung Hải (khoảng 10 loài)
- Philoscina Ferrara & Taiti, 1985 — Nam Phi (3 loài)
- Platyburmoniscus Schmidt, 2000 — Sri Lanka (1 loài)
- Platycytoniscus Herold, 1931 — Flores, Sri Lanka (2 loài)
- Pleopodoscia Verhoeff, 1942 — Đông châu Phi (6 loài)
- Plumasicola Vandel, 1981 — Cuba (1 loài)
- Plymophiloscia Wahrberg, 1922 — Australia, Tasmania (8 loài)
- Portoricoscia Leistikow, 1999 — Puerto Rico (1 loài)
- Prosekia Leistikow, 2001 — Venezuela (1 loài)
- Pseudophiloscia Budde-Lund — Chile (3 loài)
- Pseudosetaphora Ferrara & Taiti, 1986 — Seychelles (1 loài)
- Pseudotyphloscia Verhoeff, 1928 — Sulawesi, Tây Java, Đài Loan (1 loài)
- Puteoscia Vandel, 1981 — Cuba (1 loài)
- Quintanoscia Leistikow, 2000 — Mexico (1 loài)
- Rostrophiloscia Arcangeli, 1932 — Dominica (1 loài)
- Sechelloscia Ferrara & Taiti, 1983 — Seychelles (1 loài)
- Serendibia Manicastri & Taiti, 1987 — Sri Lanka (1 loài)
- Sinhaloscia Manicastri & Taiti, 1987 — Sri Lanka (1 loài)
- Stenophiloscia Verhoeff, 1908 — Dalmatia, Hy Lạp, Ý (6 loài)
- Stephenoscia Vandel, 1977 — New Zealand (1 loài)
- Sulesoscia Vandel, 1973 — Cuba (1 loài)
- Tenebrioscia Schultz, 1985 — Java (1 loài)
- Thomasoniscus Vandel, 1981 — Cuba (1 loài)
- Tiroloscia Verhoeff, 1926 — Ý, Tây Ban Nha (9 loài)
- Togoscia Ferrara & Schmalfuss, 1985 — Togo (1 loài)
- Tongoscia Dalens, 1988 — Tonga (1 loài)
- Trichophiloscia Arcangeli, 1950 — Sardinia (1 loài)
- Troglophiloscia Brian, 1929 — Cuba, Mexico, Belize (3 loài)
- Tropicana Manicastri & Taiti, 1987 — Hawai'i, Sri Lanka, quần đảo Comoro, Cameroon (1 loài)
- Tropiscia Vandel, 1973 — Ecuador (1 loài)
- Vandelophiloscia Schmalfuss & Ferrara, 1978 — Bờ Biển Ngà (1 loài)
- Verhoeffiella Vandel, 1970 — New Caledonia (1 loài)
- Wahrbergia Verhoeff, 1926 — New Caledonia (1 loài)
- Xiphoniscus Vandel, 1968 — Ecuador (1 loài)
- Zebrascia Verhoeff, 1942 — Bờ Biển Ngà, Bioko, Cameroon (2 loài)